# David Philcox
David Philcox (1926 - 2003) fue un botánico, curador, y explorador-recolector inglés. Trabajó extensamente en los Reales Jardines Botánicos de Kew; realizando importantes recolecciones en África: flora de Zimbabue

## Honores

### Eponimia
Género
- Philcoxia P.Taylor & V.C.Souza 2000[3]

Especies
- (Scrophulariaceae) Torenia philcoxii Eb.Fisch., Schäferh. & Kai Müll.[4]
- La abreviatura «Philcox» se emplea para indicar a David Philcox como autoridad en la descripción y clasificación científica de los vegetales.[5]